# Finn Høffding
Niels Finn Høffding, né à Copenhague (Danemark) le 10 mars 1899 et mort dans cette ville le 3 mars 1997, est un compositeur danois.

## Biographie
Høffding étudie la composition chez Knud Jeppesen et Thomas Laub, puis chez Joseph Marx à Vienne en 1921-1922. Ses œuvres sont reconnues au Danemark dans les années 1920, en particulier sa composition Karlsvognen pour chœur et orchestre (1924). Il s'intéresse à la musique populaire vers 1930 et fonde l'École de musique folklorique de Copenhague en 1931. Cette même année, il enseigne également à l'Académie royale danoise de musique, où il est recteur de 1954 à 1955. Il reçoit le prix Nielsen à deux reprises, en 1956 et 1958.
Parmi ses élèves figurent Pelle Gudmundsen-Holmgreen, Vagn Holmboe, Bent Lorentzen et Leif Thybo.
En plus de composer, Høffding a également écrit plusieurs traités théoriques.